# Лебедев, Порфирий Александрович
Порфирий Александрович Лебедев (23 февраля (7 марта) 1863, Оренбургская губерния — после 1919) — генерал-майор Белого движения, командир 2-й Оренбургской казачьей батареи (1914—1917); кавалер шести орденов, был представлен к Георгиевскому оружию (1915).

## Биография
Родился 23 февраля (7 марта) 1863 года в станице Чернореченской первого военного отдела Оренбургского казачьего войска.
Окончил Оренбургскую Неплюевскую военную гимназию в 1880 году (по первому разряду), после чего поступил в Третье Александровское военное училище, из которого выпустился в 1883 (также, по первому разряду).
Вступил в службу в Русскую императорскую армию в середине августа 1880 года. Через неполные три года, в начале 1883, он был произведён в хорунжие (со старшинством на год ранее). По прошествии двух лет и трёх месяцев, в декабре 1885 года, стал казачьим сотником (со старшинством с того же числа). Погоны подъесаула достались Лебедеву в начале мая 1895 года — с формулировкой «за отличие» и старшинством с той же даты. Он стал есаулом «иррегулярной кавалерии» на границе веков, в начале июля 1900 года. Дослужился до войскового старшины уже в период Первой мировой войны — в июне 1915 года, а полковником стал после Февральской революции — в конце сентября 1917 года. Во время Гражданской войны был «уволен от службы по домашним обстоятельствам», с награждением мундиром генерал-майора и соответствующей пенсией.
В 1887 году проходил службу в 1-й Оренбургской казачьей батарее. В 1893—1894 годах числился в 3-й Оренбургской казачьей батарее, после чего — в 1895 и 1901 годах — опять был в штате 1-й батареи. В середине января 1908 года возглавил 6-ю Оренбургскую казачью батарею — оказался под следствием. С 1911 по 1913 год служил в 1-й батарее, а затем ещё год — во 2-й Оренбургской казачьей батарее, которой затем командовал на Кавказском фронте (1914—1917).
В октябре 1917 года был представлен к отчислению от должности по болезни. С апреля-мая 1918 года принял участие в антибольшевистском движении: числился по войскам артиллерии, а также состоял в распоряжении Войскового штаба Оренбургского войска. В августе был допущен к исполнению должности начальника корпусного артиллерийского склада отдельного Уральского армейского корпуса — состоял в той же должности и в сентябре. Затем стал начальником артиллерийских складов III Уральского армейского корпуса.
Последнее, что известно о П. Лебедеве, это факт его службы в окружном артиллерийском складе Курганского военного округа в 1919 году.

## Награды
- Орден Святого Станислава 3 степени (1887) — мечи и бант (1914—1917)
- Орден Святой Анны 3 степени (1898)
- Орден Святого Станислава 2 степени (1901) — мечи (1914—1917)
- Орден Святой Анны 2 степени (1907) — мечи (1915)[7]
- Орден Святой Анны 4 степени (1917): «за храбрость»
- Орден Святого Владимира 4 степени с мечами и бантом (1915)[8]
- Высочайшее благоволение
- Был представлен к Георгиевскому оружию за храбрость в бою 5 (18) февраля 1915 года[1]